# Klaus Kern (Physikochemiker)
Klaus Kern (* 24. März 1960 in Deesen) ist ein deutscher Physikochemiker, Direktor am Max-Planck-Institut für Festkörperforschung in Stuttgart und Professor für Physik an der École Polytechnique Fédérale de Lausanne (EPFL).

## Leben und Wirken
Kern hat Chemie und Physik an der Rheinischen Friedrich-Wilhelms-Universität Bonn studiert; im Jahr 1986 wurde er in Bonn zum Dr. rer. nat. promoviert. Er war anschließend im Forschungszentrum Jülich der Helmholtz-Gemeinschaft (1986–1990) sowie in den Bell Laboratories (1988), der Forschungs- und Entwicklungsabteilung von Alcatel-Lucent in Murray Hill, New Jersey, USA, tätig. Im Jahr 1991 erhielt er einen Ruf als Professor der Experimentalphysik an die École polytechnique fédérale de Lausanne, Schweiz. Seit 1998 ist er Direktor und Wissenschaftliches Mitglied am Max-Planck-Institut für Festkörperforschung. Seit 2000 ist er Honorarprofessor an der Universität Konstanz. 2008 wurde er als ordentliches Mitglied in die Heidelberger Akademie der Wissenschaften aufgenommen.
Seine Forschungsschwerpunkte sind die Nanowissenschaften, Selbstordnungsphänomene, Physik und Chemie von Oberflächen und Grenzflächen sowie Rastertunnelmikroskopie und Spektroskopie. Kleinste atomare und molekulare Strukturen stehen dabei im Mittelpunkt seiner Forschung. Mit winzigen Sonden erforscht er das Wechselspiel von Atomen und Molekülen und macht Jagd auf die Funktionsprinzipien, die den Bauplänen der Natur zugrunde liegen. Kern ist Autor von mehr als 600 wissenschaftlichen Fachbeiträgen. Er gehört zur weltweit kleinen Gruppe von Wissenschaftlern mit einem h-Index über 100 (Google Scholar).

## Preise und Auszeichnungen
- 1987: Dr.-Edmund-ter-Meer-Preis für die beste Doktorarbeit der Chemischen Institute der Universität Bonn
- 1990: Gerhard-Hess-Preis der DFG
- 2008: Gottfried-Wilhelm-Leibniz-Preis
- 2016: van’t Hoff Preis der Deutschen Bunsengesellschaft.

## Schriften
- mit P. Gambardella, A. Dallmeyer, K. Maiti, M. C. Malagoli, W. Eberhard, C. Carbone: Ferromagnetism in one-dimensional monatomic metal chains. In: Nature. 416, 301 (2002).
- mit J. V. Barth, G. Costantini: Engineering atomic and molecular nanostructures at surfaces. In: Nature. 437, 671 (2005).
- mit C. Gómez-Navarro, R.T. Weitz, A.M. Bittner, M. Scolari, A. Mews, M. Burghard: Electronic transport properties of individual chemically reduced graphene oxide sheets. In: Nano Letters 7, 3499 (2007).
- mit S. Bose, A. M. García-García, M. M. Ugeda, J. D. Urbina, C. H. Michaelis, I. Brihuega: Observation of shell effects in superconducting nanoparticles of Sn. In: Nature Materials 9, 550 (2010).
- mit C. Grosse, A. Kabakchiev, T. Lutz, R. Froidevaux, F. Schramm, M. Ruben, M. Etzkorn, U. Schlickum, K. Kuhnke: Dynamic Control of Plasmon Generation by an Individual Quantum System. In: Nano Letters 14, 5693 (2014).
- mit C.R. Ast, B. Jäck, J. Senkpiel, M. Eltschka, M. Etzkorn, J. Ankerhold: Sensing the Quantum Limit in Scanning Tunneling Spectroscopy. In: Nature Commun. 7, 13009 (2016).
- mit J.-N. Longchamp, S. Rauschenbach, S. Abb, C. Escher, T. Latychevskaia, H-W. Fink: Imaging proteins at the single-molecule level. In: Proc. Natl. Acad. Sci. 114, 1474 (2017).